# 潘黄街道
潘黄街道是江苏省盐城市盐都区下辖的一个街道，于2010年设立。潘黄街道所轄範圍從原潘黄镇的兆泉、大孙、跃进、美丽、旭日、东升、吴杨、杨坝、宝才、朱庄、何桥共11个居委会及仰徐、新民2个村委会所組成，潘黄街道行政区域面积25.88平方公里，人口4.07万人，原潘黄鎮轄地，即方向、益民、孙吴、健仁、古亭、跃马6个居委会和北港、先锋、合心、蟒南4个村委会，被分坼到新建的盐龙街道。

## 行政区划
潘黄街道辖11个居委会和2个村
- 居委会：兆泉、大孙、跃进、美丽、旭日、东升、吴杨、杨坝、宝才、朱庄、何桥
- 村：仰徐、新民。